# Ogoh-ogoh

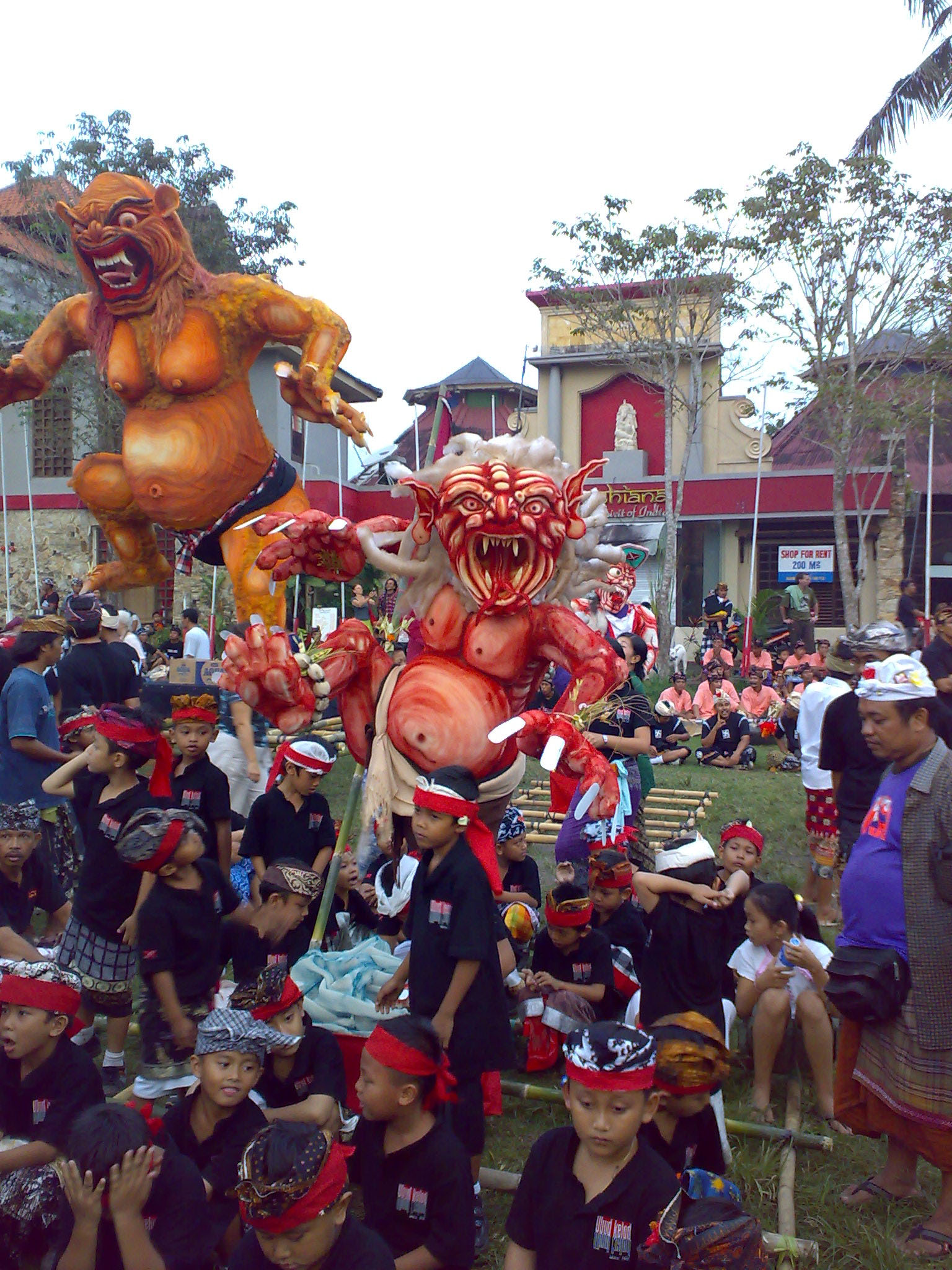
Ogoh ogoh nella parata di Ubud, 2008

Gli ogoh-ogoh sono degli enormi pupazzi tipici dell'isola indonesiana di Bali. Gli ogoh-ogoh raffigurano i demoni bhuta-kala della mitologia indo-balinese. Vengono costruiti per la parata ngrupuk in onore degli spiriti malefici che si tiene durante la vigilia, il pengerupukan, del Capodanno balinese, il nyepi.

## Etimologia del termine
Ogoh-ogoh deriva dalla lingua balinese e significa "agitare", "scuotere". Infatti, durante il corteo gli ogoh-ogoh vengono scossi dai portatori per farli sembrare vivi, in grado di ballare. Atto che avrebbe lo scopo di disorientare gli spiriti maligni.

## Storia
Dell'origine dell'ogoh-ogoh ci sono diverse versioni:
- che fossero conosciuti sin dagli albori della storia balinese e venissero usati nelle processioni di cremazione, il pitra yadnya o cosiddetto ngaben[6].
- che siano ispirati dalla tradizione ngusaba ndong-nding[7] del villaggio di Selat a Karangasem, nel quale si creano grandi pupazzi per respingere lo spirito maligno.
- un'altra ipotesi sarebbe che la creazione del pupazzo si rifarebbe alla leggenda indigena del Barong Landung'[8], per cui la mitica coppia di feroci sovrani, Raden Datonta e Sri Dewi Baduga, vissuti dell'antica Bali, vengano esorcizzati sotto forma di enormi pupazzi.

Tuttavia il fatto più certo è che gli ogoh-ogoh si sono diffusi in tutta l'isola negli anni '80, quando divennero parte delle cerimonie del nyepi che a suo volta fu incluso nell'elenco delle festività nazionali indonesiane nel 1983. Il corteo dei mostruosi giganti ha fatto la sua prima comparsa nella parata Pesta Seni Bali XII (Balinese Art Festival XII) di Denpasar.
Il pengerupukan del 2020 è stato annullato a causa della pandemia di COVID-19.

## Simbologia
Lo scopo principale della creazione degli ogoh-ogoh è la purificazione dell'ambiente dalle energie negative, come l'odio, la rabbia, l'avidità, ecc. Oltre a essere il simbolo degli spiriti malefici, l'ogoh-ogoh è considerato anche il simbolo della diversità tra le cose nel cosmo. Per i balinesi il cosmo è costituito da creature di vario genere, spiriti, energie positive e altre negative ed è compito dell'uomo mantenerli in armonia tra loro.
La vigilia di ogni nuovo anno è il giorno in cui questo concetto di equilibrio deve essere compiuto, infatti nella lunga notte del silenzio (il nyepi) gli dei e gli spiriti degli antenati discendono sulla terra per visitare Bali, la cosiddetta "isola degli dei e dei 1000 templi".
Il motivo per cui ogoh-ogoh deve essere bruciato è legato al significato di ogoh-ogoh come incarnazione di Bhuta Kala. In altre parole, bruciare ogoh-ogoh ha il significato di eliminare le cattive qualità inerenti agli esseri umani.

## Costruzione
Un ogoh-ogoh è una figura a corpo intero fatta di carta, bambù, legno e altri materiali, installata su un supporto costruito con assi di legno e bambù per essere sollevato e portato in giro per il villaggio durante la parata.
Di solito gli ogoh-ogoh vengono costruiti dalla "Seka Truna-Truni" (l'organizzazione giovanile) che ha sede nei padiglioni comunali, meglio conosciuti come banjar bali. Alla lavorazione di un pupazzo possono partecipare più persone e la lavorazione può durare anche diverse settimane.
Esistono anche i mini ogoh-ogoh, quelli fatti in casa dai bambini e i souvenir per i turisti.

## La parata Ngrupuk
La processione inizia nel tardo pomeriggio, gli ogoh-ogoh di tutto il villaggio vengono fatti sfilare per le strade e a ogni incrocio a T i pupazzi vengono fatti ruotare tre volte in senso antiorario. La cerimonia si conclude, a notte fonda, con grandi falò in cui gli ogoh-ogoh vengono bruciati.

## Personaggi
La tradizione vuole che gli ogoh-ogoh siano le rappresentazioni di creature mostruose, cannibali, vampiri, streghe e orchi della mitologia induista, tratti dai testi sacri e dai poemi epici del Rāmāyaṇa e del Mahābhārata, ma anche da leggende locali.
- Rangda, la malefica regina dei demoni
- Kālī, la feroce dea indù
- Leyaks, strega dal volto suino
- Rāvaṇa, il re dalle 10 teste
- Jeluluk, la strega che mangia i bambini
- Sang Suratma, il guardiano degli inferi
- Nāga, il serpente celeste
- Gajah, uomo con testa di elefante
- Kala Tetajen, il dio delle scommesse e della lotta dei galli

Spesso gli ogoh-ogoh rappresentano anche personaggi noti quali attori, politici e criminali.

## Galleria d'immagini

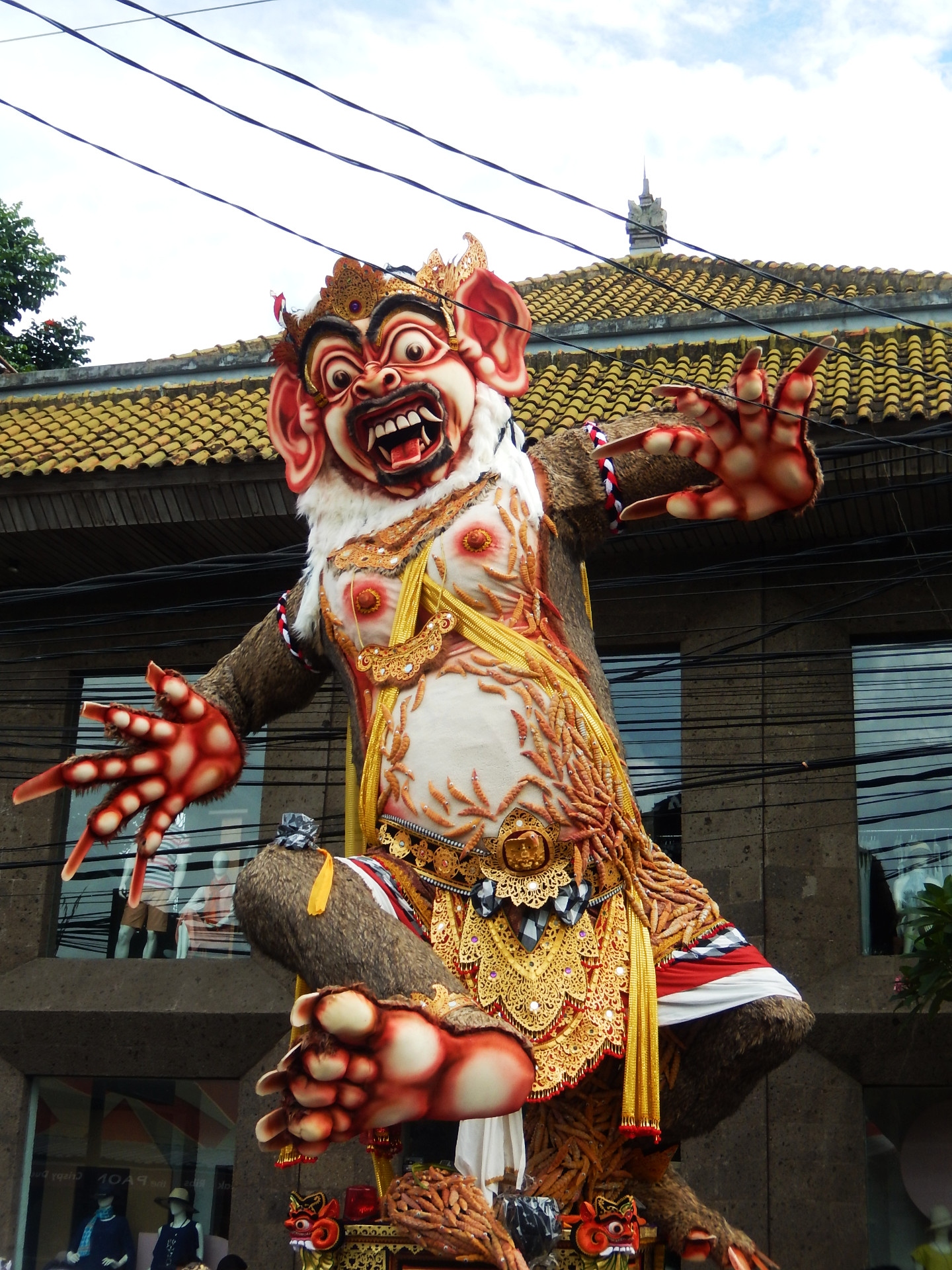
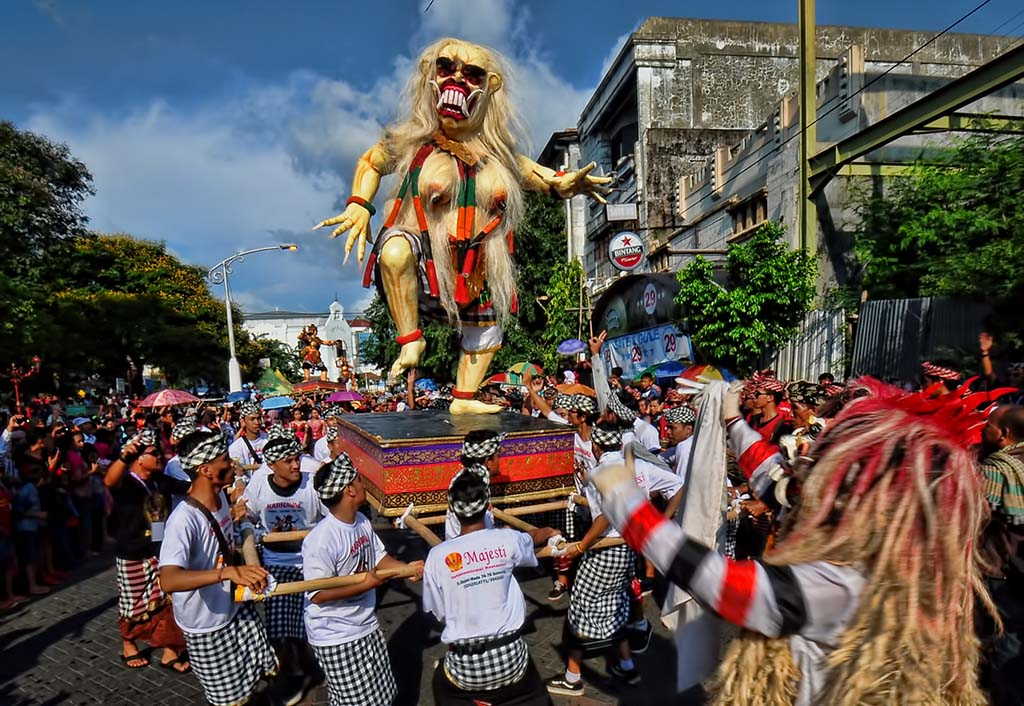
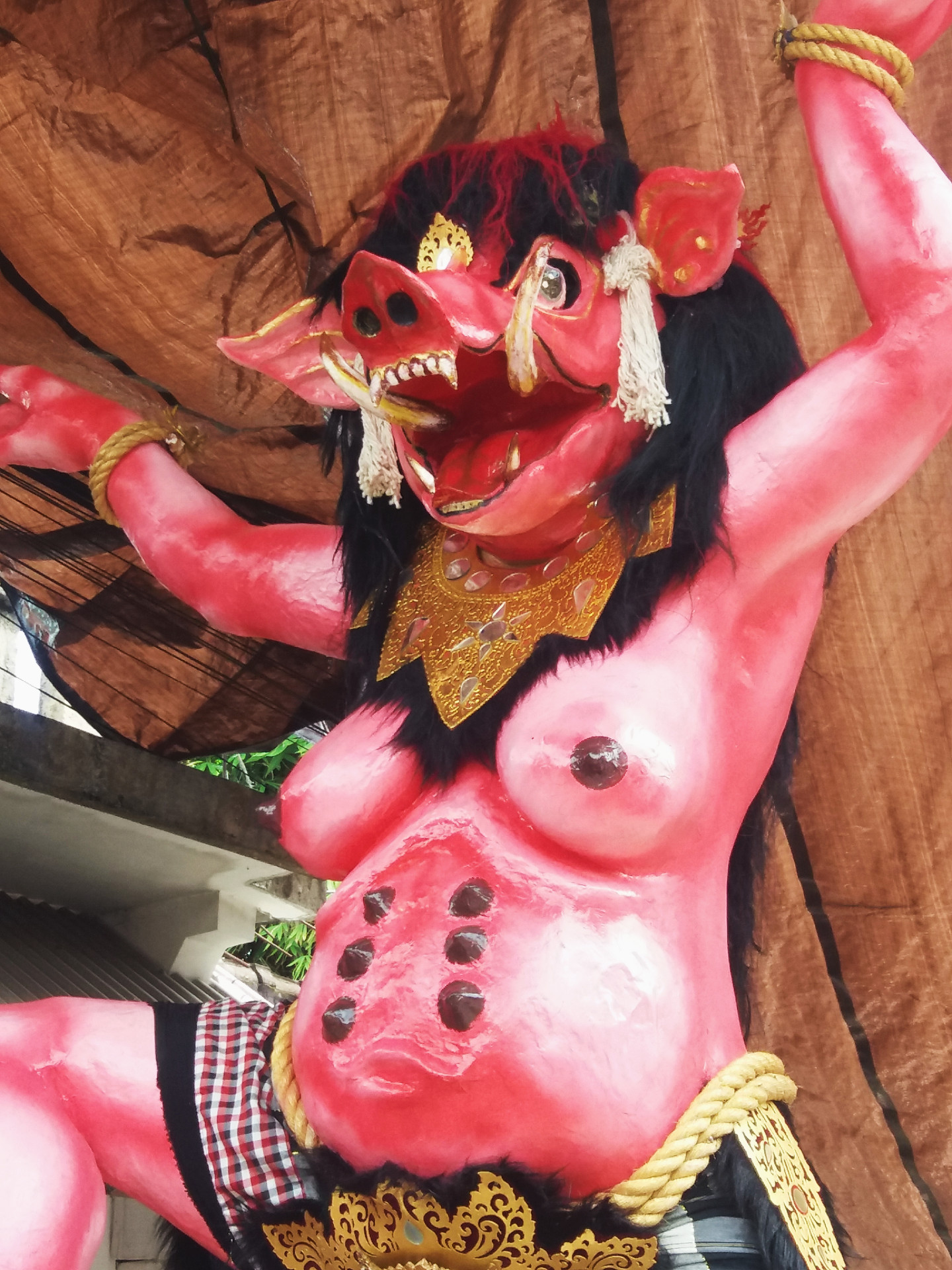
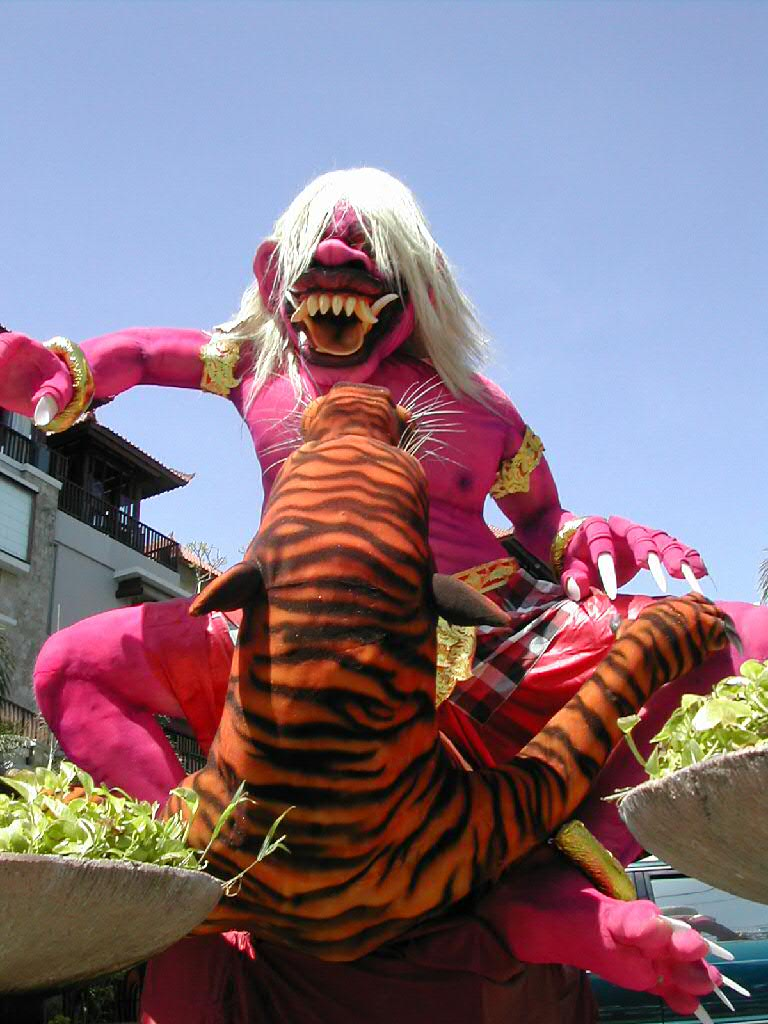
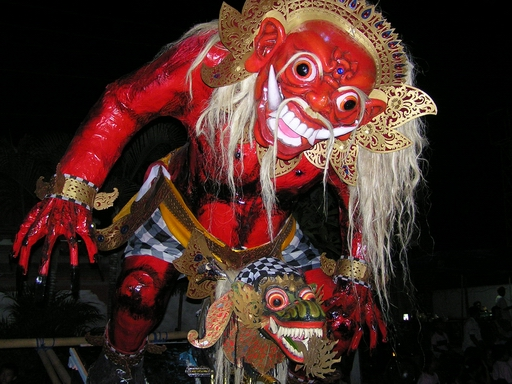
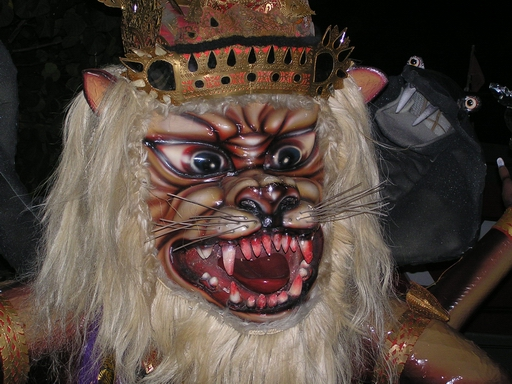
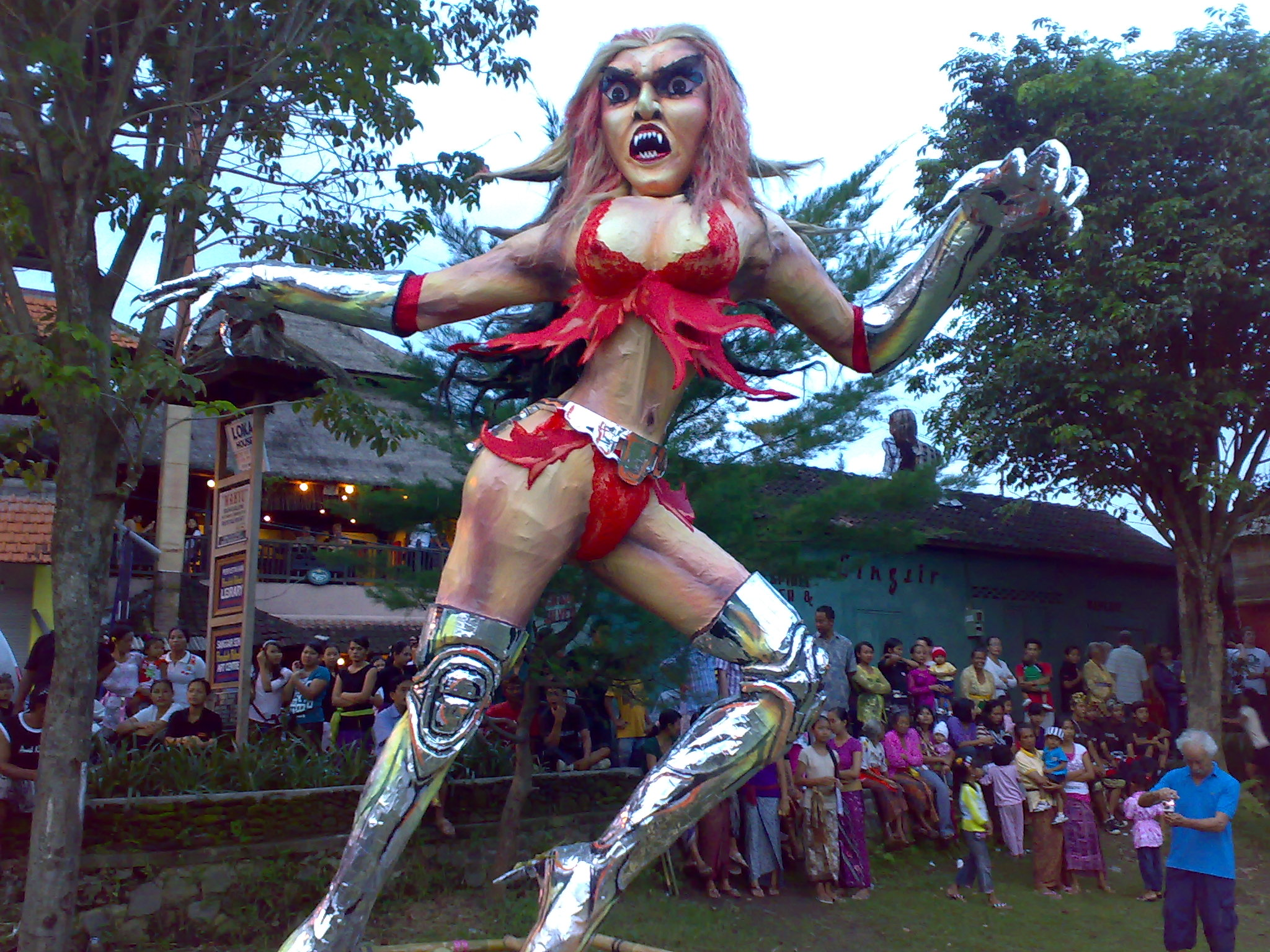
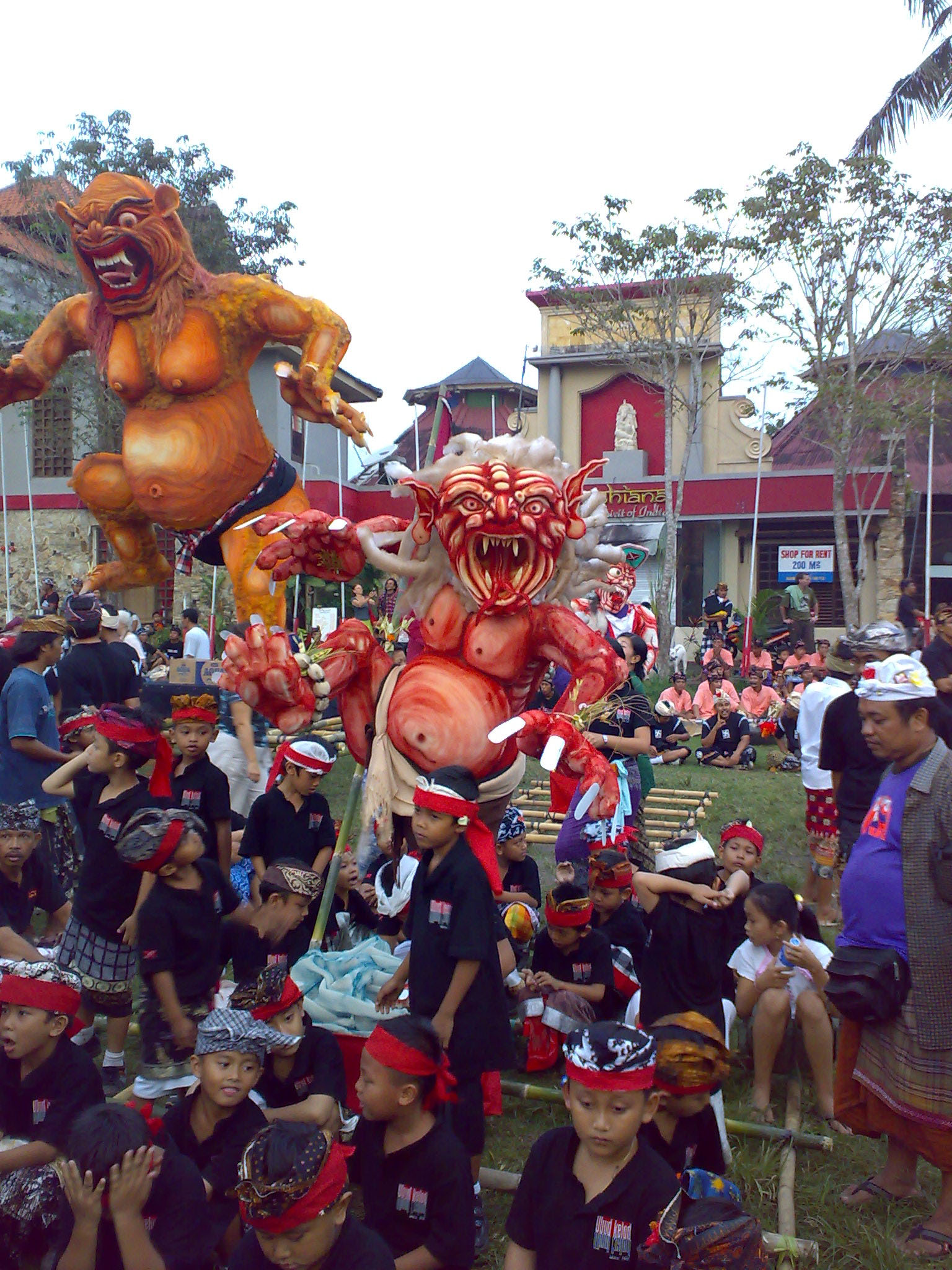
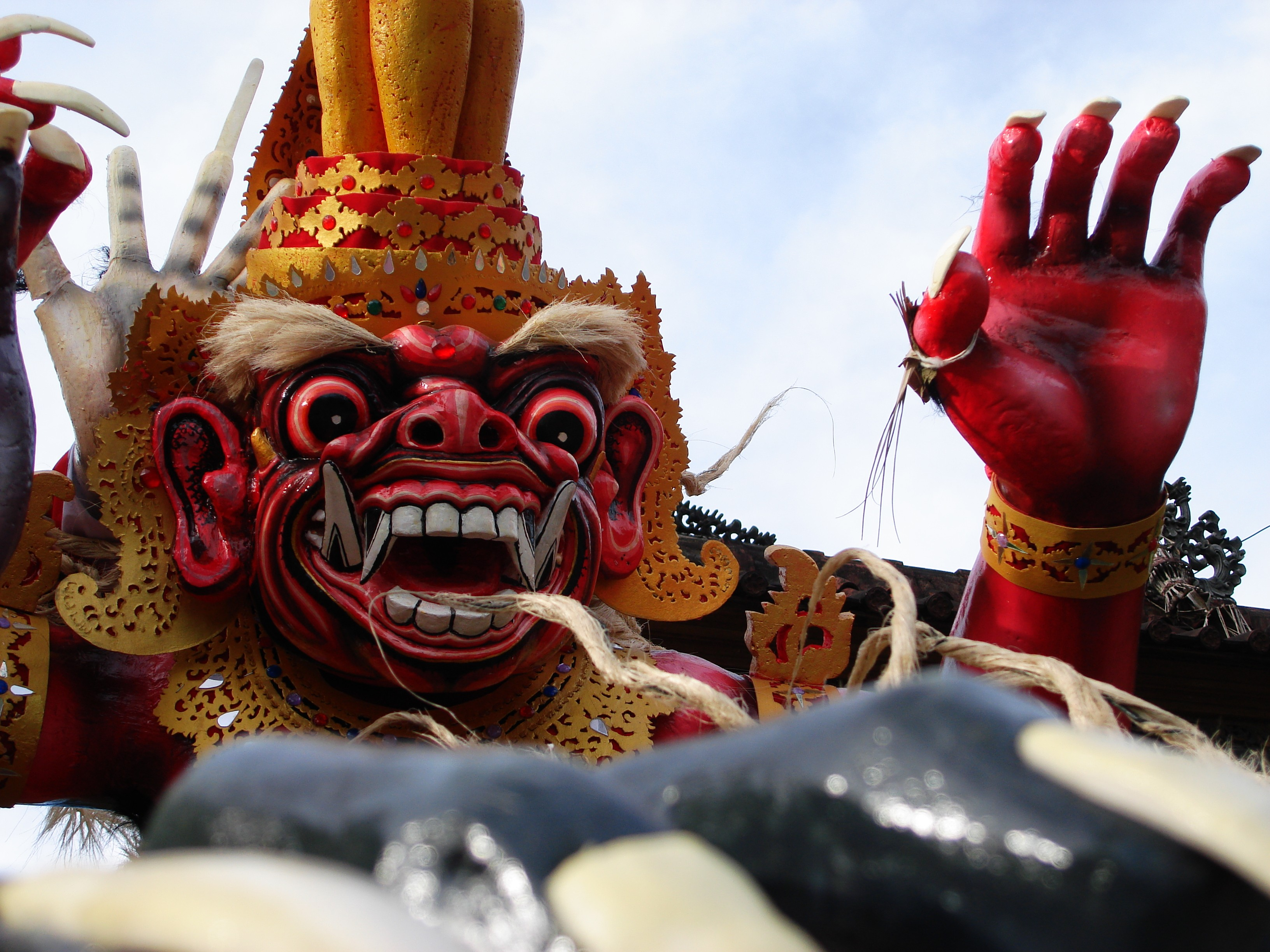
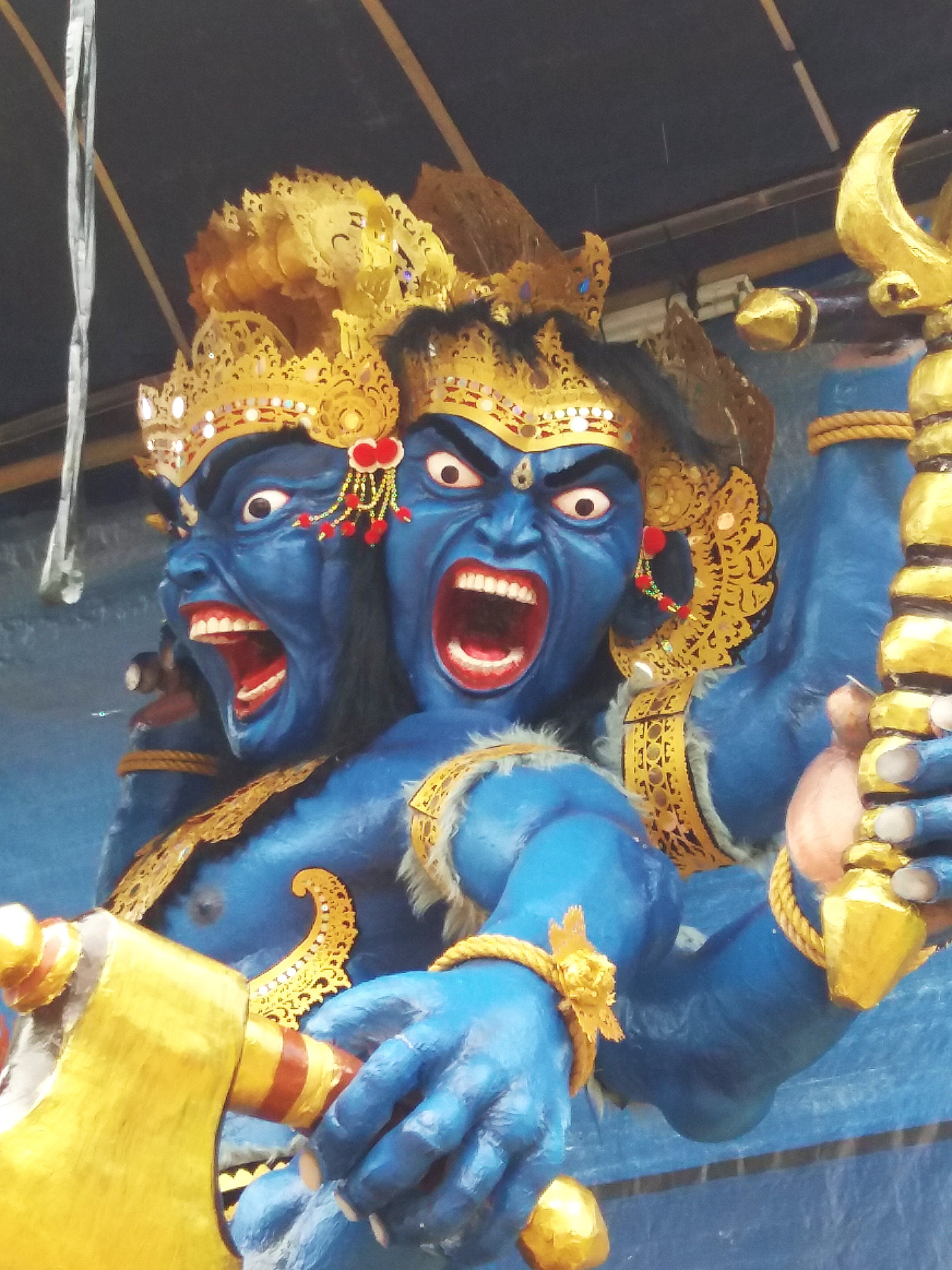